# Paul Bert
Paul Bert (Auxerre, 1833. október 27. – Hanoi, 1886. november 11.) francia fiziológus, orvos és politikus.

## Életrajza
Párizsban tanulmányozta az orvosi tudományokat, 1863-ban az orvostanból, 1866-ban a természettudományból doktorrá avatták, ugyanekkor a természettudomány professzora lett a bordeaux-i főiskolában, és főként az élettan tanulmányozásának szentelte magát. 1869-ben meghívták Párizsba a Faculté des sciences-be az élettan tanárának. 1875-ben a légsúlymérési kutatásaiért megkapta az akadémia 20 ezer frankos nagydíját. Mint buzgó republikánus, a császárság bukása után a Yonne megye főtitkára lett és 1871. január 15-én Gambetta a Nord megye prefektusává nevezte ki, de ezt a hivatalt pártfogója leköszönése után azonnal letette. 1854-től tagja volt a nemzetgyűlésnek és 1876-tól a képviselőháznak, és a republikánus egyesülethez csatlakozott; az ultramontanizmusnak és a katolikus papságnak, melynek befolyásától az iskolát meg akarta szabadítani, leghevesebb ellenfelei közé tartozott. Ő volt a Ferry-féle oktatásügyi törvény előadója és még tovább ment, mint Ferry, amennyiben ő minden vallástanítást ki akart az iskolából zárni. Méltó feltűnést keltett tehát, amikor Gambetta 1881 novemberében minisztériumába meghívta és a közoktatásügyi tárcát rábízta. Bert sok erélyes rendeletet bocsátott ki a klérus ellen, de Gambettával együtt már 1882. január 26-án visszalépett. Nagy buzgósággal dolgozott az ifjúsági katonai kiképzésén. 1886-ban a francia kormány kinevezte Tonkin és Annam helytartójává, ahol meghalt. Holttestét visszavitték Franciaországba, nagy ünnepélyességgel temették el, emlékének pedig szobrot állítottak.

## Munkái
- Revue des travaux d'anatomie et de physiologie publiés en France pendant l'année 1864 (1886)
- Notes d'anatomie et de physiologie comparées (1867-70, 2 kötet)
- Recherches sur le mouvement de la sensitive: Mimosa pudica (1867-70)
- La pression barométrique (1877)
- La morale des Jésuites (1880)

### Magyarul
- Utazások és vadász-kalandok. Elbeszélések az állatvilágból; összeáll. Paul Bert, ford. Simonyi Jenő; Eggenberger, Bp., 1888
- Ázsiai és ausztráliai utazások és vadász-kalandok; összeáll. Bert Pál, átdolg. Simonyi Jenő; Athenaeum, Bp., 1909